# G6 (approvvigionamenti)
Il G6 degli approvvigionamenti (Procurement G6) è il gruppo informale delle centrali acquisti nazionali pubbliche di sei Paesi che le hanno particolarmente sviluppate, diventando leader in materia di e-procurement, accordi quadro e contratti quadro.

## Scopo degli incontri
In questo consesso ciascun paese presenta e discute le proprie migliori pratiche ed esperienze rispetto a tematiche quali: 
- i sistemi di e-procurement
- le sfide, le opportunità e gli interventi a favore delle piccole e medie imprese (PMI)
- i sistemi per la qualificazione delle imprese
- gli strumenti e gli indicatori di misurazione della performance delle centrali acquisti e dell'impatto del loro operato sull'economia, sull'organizzazione pubblica e sul tessuto imprenditoriale
- le misure messe in atto per contrastare e ridurre il rischio di corruzione negli appalti
- gli scenari del Green public procurement, ovvero gli acquisti verdi[2] delle pubbliche amministrazioni

## Storia
Nato come MMGP - Multilateral Meeting on Government Procurement, fu fondato nel 2009 dalle centrali acquisti pubbliche di Italia, USA, Canada e Corea del Sud, nel 2010 si sono aggiunte le centrali acquisti di Cile e Regno Unito, dando luogo così al Procurement G6.
Le riunioni del gruppo si sono tenute:
- 15-16 giugno 2009 a San Antonio
- 10-12 giugno 2010 a Roma [3][4]
- 24-26 settembre 2013 a Seul [5][6]
- 24-25 maggio 2016 a Roma [7]
- 10-11 ottobre 2018 a Vancouver [8]
- 16 aprile 2024 a Seul [9]

## Paesi membri
Il G6 degli approvvigionamenti ha i seguenti membri:
- Canada con il PWGSC - Public Works and Government Services Canada
- Cile con ChileCompra
- Italia con Consip
- Corea del Sud con il PPS - Public Procurement Service
- Regno Unito con l'OGC - Office of Government Commerce
- Stati Uniti con la GSA - General Services Administration